# 原虫传染
原虫传染是指由以前归类于原生动物界的生物引起的寄生虫病。传统上统称为“原生动物”的物种彼此之间并不密切相关，只有表面上的相似性（如都是真核生物和单细胞生物，具有移動性，但也有例外）。在现代生物科学中，通常不鼓励使用“原生动物”这个术语。然而，这个术语在医学中仍然会用到，部分是因为医学分类的保守，部分是由于必须根据外观而不是DNA来识别生物。

## 治疗
原虫传染用抗原虫剂治疗。最近有研究还提出使用病毒来治疗由原生動物引起的感染。